# Rusalka Planitia
La Rusalka Planitia è una struttura geologica della superficie di Venere.